# Zvineace, Zastavna
Zvineace sau Schit (între 1942-1944) (în ucraineană Звенячин, transliterat: Zveneaciîn și în germană Zwiniacze) este un sat reședință de comună în raionul Zastavna din regiunea Cernăuți (Ucraina). Are 954 locuitori, preponderent  ucraineni (ruteni).
Satul este situat la o altitudine de 233 metri, pe malul râului Nistru, în partea de nord-vest a raionului Zastavna. De această comună depinde administrativ satul Iosipovca.

## Istorie
Localitatea Zvineace a făcut parte încă de la înființare din regiunea istorică Bucovina a Principatului Moldovei. După anexarea Bucovinei de către Imperiul Habsburgic în anul 1775, localitatea Zvineace a făcut parte din Ducatul Bucovinei, guvernat de către austrieci, făcând parte din districtul Zastavna (în germană Zastawna). 
După Unirea Bucovinei cu România la 28 noiembrie 1918, satul Zvineace a făcut parte din componența României, în Plasa Nistrului a județului Cernăuți. Pe atunci, majoritatea populației era formată din ucraineni, existând și comunități de români și de evrei. În perioada interbelică, localitatea se afla pe traseul drumului național Cernăuți – Cozmeni – Zvineace .
Ca urmare a Pactului Ribbentrop-Molotov (1939), Bucovina de Nord a fost anexată de către URSS la 28 iunie 1940, reintrând în componența României în perioada 1941-1944. Apoi, Bucovina de Nord a fost reocupată de către URSS în anul 1944 și integrată în componența RSS Ucrainene. 
Începând din anul 1991, satul Zvineace face parte din raionul Zastavna al regiunii Cernăuți din cadrul Ucrainei independente. Conform recensământului din 1989, numărul locuitorilor care s-au declarat români plus moldoveni era de 5 (2+3), reprezentând 0,55% din populație . În prezent, satul are 954 locuitori, preponderent ucraineni.

## Demografie
Componența lingvistică a localității Zvineace
     Ucraineană (98,74%)
     Alte limbi (1,26%)
Conform recensământului din 2001, majoritatea populației localității Zvineace era vorbitoare de ucraineană (98,74%), existând în minoritate și vorbitori de alte limbi.
1989: 917 (recensământ)
2007: 954 (estimare)

### Recensământul din 1930
Componența etnică a comunei Zvineace (județul Cernăuți)
     Români (2%)
     Ruteni (72,11%)
     Evrei (18,46%)
     Polonezi (5,71%)
     Germani (1,72%)
Componența confesională a comunei Zvineace
     Ortodocși (64,67%)
     Romano-catolici (6,77%)
     Mozaici (18,46%)
     Baptiști (5,18%)
     Greco-catolici (4,92%)
Conform recensământului efectuat în 1930, populația comunei Zvineace se ridica la 753 locuitori. Majoritatea locuitorilor erau ruteni (72,11%), cu o minoritate de români (2,00%), una de evrei (18,46%), una de polonezi (5,71%) și una de germani (1,72%). Din punct de vedere confesional, majoritatea locuitorilor erau ortodocși (64,67%), dar existau și mozaici (18,46%), romano-catolici (6,77%), baptiști (5,18%) și greco-catolici (4,92%).

## Turism
Pe unul dintre dealurile din satul Zvineace există un cimitir militar, unde au fost înmormântate rămășițele pământești a 11.830 soldați și ofițeri în armatele austro-ungare, germane și rusești, care au murit în Primul Război Mondial, în luptele din anii 1914-1918 .